# 福克嶺
73°9′S 161°49′E / 73.150°S 161.817°E
福克嶺（英語：Folk Ridge），是南極洲的山嶺，位於維多利亞地的彭內爾海岸，處於穆爾嶺東南面，美國地質調查局根據測量和該國海軍的空中照片繪入地圖，現時由南極條約體系管理。
. . United States Geological Survey.   [2012-03-29].